# زوي أشتون
زوي أشتون (بالإنجليزية: Zawe Ashton)‏ هي كاتبة مسرحية وكاتِبة وممثلة بريطانية، ولدت في 21 يوليو 1984 في المملكة المتحدة.

## أعمال

### أفلام
- (2011) الهجوم السريع
- (2016) حيوانات ليلية[5]

## وصلات خارجية
- زوي أشتون على موقع IMDb (الإنجليزية)
- زوي أشتون على موقع قاعدة بيانات برودواي على الإنترنت (الإنجليزية)
- زوي أشتون على موقع قاعدة بيانات الفيلم (الإنجليزية)